# 옌롄커
옌롄커(중국어: 阎连科, 병음: Yán Liánkē, 한자음: 염련과)는 중화인민공화국의 소설가, 번역가이다. 중국 허난성의 가난한 농민 가정에서 태어났다. 1978년 인민해방군으로 입대해 28년간 직업군인으로 복무했다. 1989년 해방군 예술대학 문학과에 입학했다. 군 복무 중에 틈틈이 창작활동을 펼쳐 작가로서의 명성을 쌓기 시작했다. 중국 사회에 비판정신이 강한 작품을 많이 써왔고, 이에 중국 정부는 총 여덟 권의 책에 대하여 판매금지 처분을 내렸다. 그럼에도 불구하고  세계 20여개국에 그의 작품이 번역·출간됐다. 제1-2회 루쉰문학상을 수상했고 오랫동안 노벨문학상 후보로도 거론되었다. 대표작으로 《딩씨 마을의 꿈》(2006), 《풍아송》(2008)이 있다.

## 저작

### 장편소설
| 연도 | 제목                 | 원제           | 비고                       |
| ---- | -------------------- | -------------- | -------------------------- |
| 1991 |                      | 情感獄         |                            |
| 1993 |                      | 最後一名女知青 |                            |
| 1995 |                      | 生死晶黃       |                            |
| 1997 |                      | 金蓮，你好     |                            |
| 1998 | 흐르는 세월          | 日光流年       |                            |
| 2001 | 물처럼 단단하게      | 堅硬如水       | 자음과모음 출간(2013)      |
| 2001 |                      | 斗雞           |                            |
| 2001 |                      | 穿越           |                            |
| 2010 | 여름 해가 지다       | 夏日落         | 글누림 출간                |
| 2004 | 레닌의 키스          | 受活           |                            |
| 2006 | 딩씨 마을의 꿈       | 丁莊夢         | 도서출판 아시아 출간(2010) |
| 2005 | 인민을 위해 복무하라 | 為人民服務     | 웅진지식하우스 출간(2008)  |
| 2008 | 풍아송               | 風雅頌         | 문학동네 출간(2014)        |
| 2011 | 사서                 | 四書           | 자음과모음 출간(2012)      |
| 2013 |                      | 炸裂志         |                            |
| 2015 |                      | 日熄           |                            |

### 에세이
- 나와 아버지(我與父輩)

## 같이 보기
- 후자 (활동가)